# Hvidbjerg Kirke (Skive Kommune)
 For alternative betydninger, se Hvidbjerg Kirke. (Se også artikler, som begynder med Hvidbjerg Kirke)
Hvidbjerg Kirke er en kirke i Hvidbjerg Sogn i det tidligere Hindborg Herred Viborg Amt, nu Skive Kommune. kor og skib er opført i romansk tid af granitkvadre over skråkantsokkel; de retkantede døre er bevaret, norddøren tilmuret, syddøren i brug men noget omdannet. I murværket er bevaret et rundbuet vindue i koret og et rundbuet vindue i skibet. Tårnet er opført i sengotisk tid af genanvendte kvadre, teglsten og kampesten. Våbenhuset er opført i nyere tid. I våbenhuset væg er indmuret en runesten med teksten "Beder for Bo. Bo." Stenen blev fundet i det østlige kirkegårdsdige. Kirken var i privat eje frem til 1961, da den overgik til selveje. Kirken blev renoveret i 1980-82, ved den lejlighed blev totredjedele af granitkvadrene omsat.
Kor og skib har flade bjælkelofter. Altertavlen med oprindelige malerier er opsat i 1750, tavlen bærer våben for giveren Christian Linde til Kærgårdsholm, et altertavlemaleri fra 1898 af Anton Dorph er nu ophængt i kirken. Prædikestolen er som altertavlen fra 1750, i felterne ses evangelistmalerier. I 1886 afdækkede man sengotiske kalkmalerier i kirken, i korbuen fandt man billeder af Skt. Laurentius og Knud Lavard, kalkmalerierne var dog i så dårlig stand, at man lod dem overkalke igen. På skibets vestmur er ophængt en kristusfigur fra et korbuekrucifiks, figuren dateres til 1300-tallet.
Den romanske døbefont af granit har vegetativ udsmykning på kummen og kors på den runde fod.

## Galleri
- Kirkerummet
- Altertavle
- Detalje på altertavle
- Runestenen i våbenhuset
- Maleri fra tidligere altertavle af Anton Dorph
- Prædikestol
- Døbefont

## Eksterne kilder og henvisninger
- Wikimedia Commons har flere filer relateret til Hvidbjerg Kirke (Skive Kommune)
- Hvidbjerg Kirke Arkiveret 31. januar 2011 hos  Wayback Machine på nordenskirker.dk
- Hvidbjerg Kirke på KortTilKirken.dk